# NGC 3559
NGC 3559 (NGC 3560)  je spiralna galaktika u zviježđu Lavu. Naknadno je utvrđeno da je NGC 3560 ista galaktika.

## Vanjske poveznice
- (eng.) SEDS: NGC 3559
- (eng.) Revidirani Novi opći katalog
- (eng.) Izvangalaktička baza podataka NASA-e i IPAC-a
- (eng.) Astronomska baza podataka SIMBAD
- (eng.) VizieR